# Dryobalanops oblongifolia
Espèce
Synonymes
- Baillonodendron malayanum Heimerl[1]

Statut de conservation UICN

 LC  : Préoccupation mineure
Dryobalanops oblongifolia est une espèce de plantes à fleurs de la famille des Dipterocarpaceae.

## Liste des sous-espèces
Selon Catalogue of Life (10 avril 2019) :
- sous-espèce Dryobalanops oblongifolia subsp. oblongifolia
- sous-espèce Dryobalanops oblongifolia subsp. occidentalis

Selon The Plant List (10 avril 2019) :
- sous-espèce Dryobalanops oblongifolia subsp. occidentalis P.S.Ashton

Selon Tropicos (10 avril 2019) :
- sous-espèce Dryobalanops oblongifolia subsp. occidentalis P.S. Ashton

## Publication originale
- Journal of Botany, British and Foreign 12: 100. 1874.